# 海野美盛 (2代目)
二代目海野 美盛（二代目うんの びせい、元治元年11月15日（1864年12月13日） - 大正8年（1919年）9月22日）は、明治時代の彫金家、日本画家。

## 略歴
水戸派の金工家初代海野美盛の甥・海野盛寿の子として江戸下谷に生まれる。海野勝珉の甥。本名・子之吉（ねのきち）。2代海野美盛を名乗る。後に東京美術学校教授を務めた。丸彫の人物、動物を得意とした。また、日本画を酒井道一、河鍋暁斎に師事、明治22年（1889年）には京都へ赴き、四条派の今尾景年にも学んでおり、竹を描いた「高節先生」などといった作品が知られている。京都では小倉惣次郎について西洋彫刻をも学んでいる。墓所は文京区白山の円乗寺。
甥に飛田周山がいる。息子の海野建夫（1905年 - 1985年）も彫金家で東京学芸大学教授。

## 作品
- 「白衣観音立像」絹本着色 水墨 ※大正
- 「恵比寿図」 絹本着色 水墨 ※大正